# Sapromyza mikii
Sapromyza mikii är en tvåvingeart som beskrevs av Gabriel Strobl 1892. Sapromyza mikii ingår i släktet Sapromyza och familjen lövflugor. Inga underarter finns listade i Catalogue of Life.